# Opel Antara
Opel Antara este un SUV asamblat în Coreea de Sud, piesele fiind de proveniență germană și americană (GM). Antara, bazat pe platforma Theta, își împarte platforma cu Chevrolet Captiva. Totuși, au un design interior/exterior diferit. În Marea Britanie, mașina se numește Vauxhall Antara. În Australia Holden Captiva, în USA se numește Saturn Vue, Daewoo Winstorm MaXX în Coreea de Sud, și Chevrolet Captiva Sport în India.

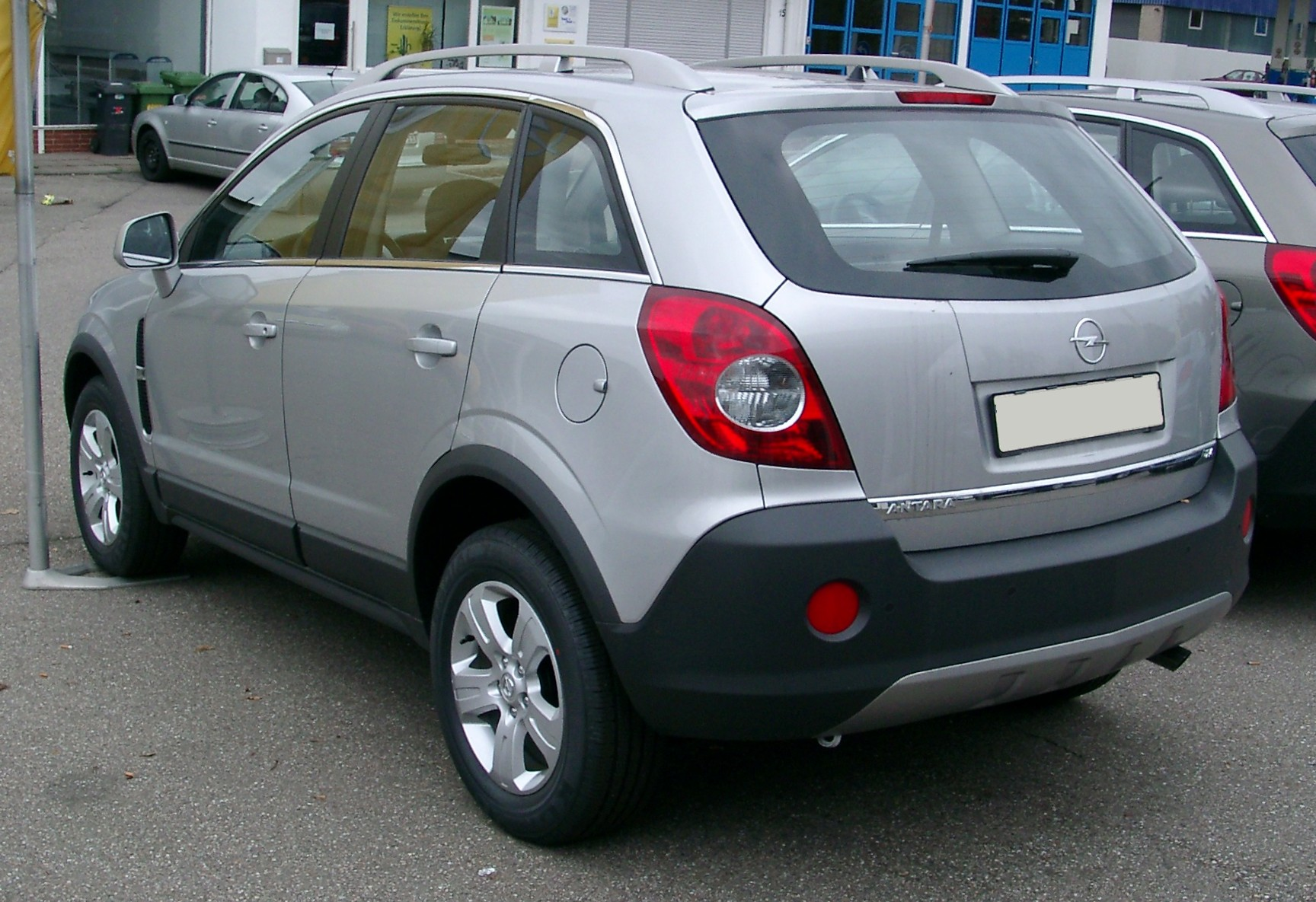
Pre-facelift Opel Antara (Germany)

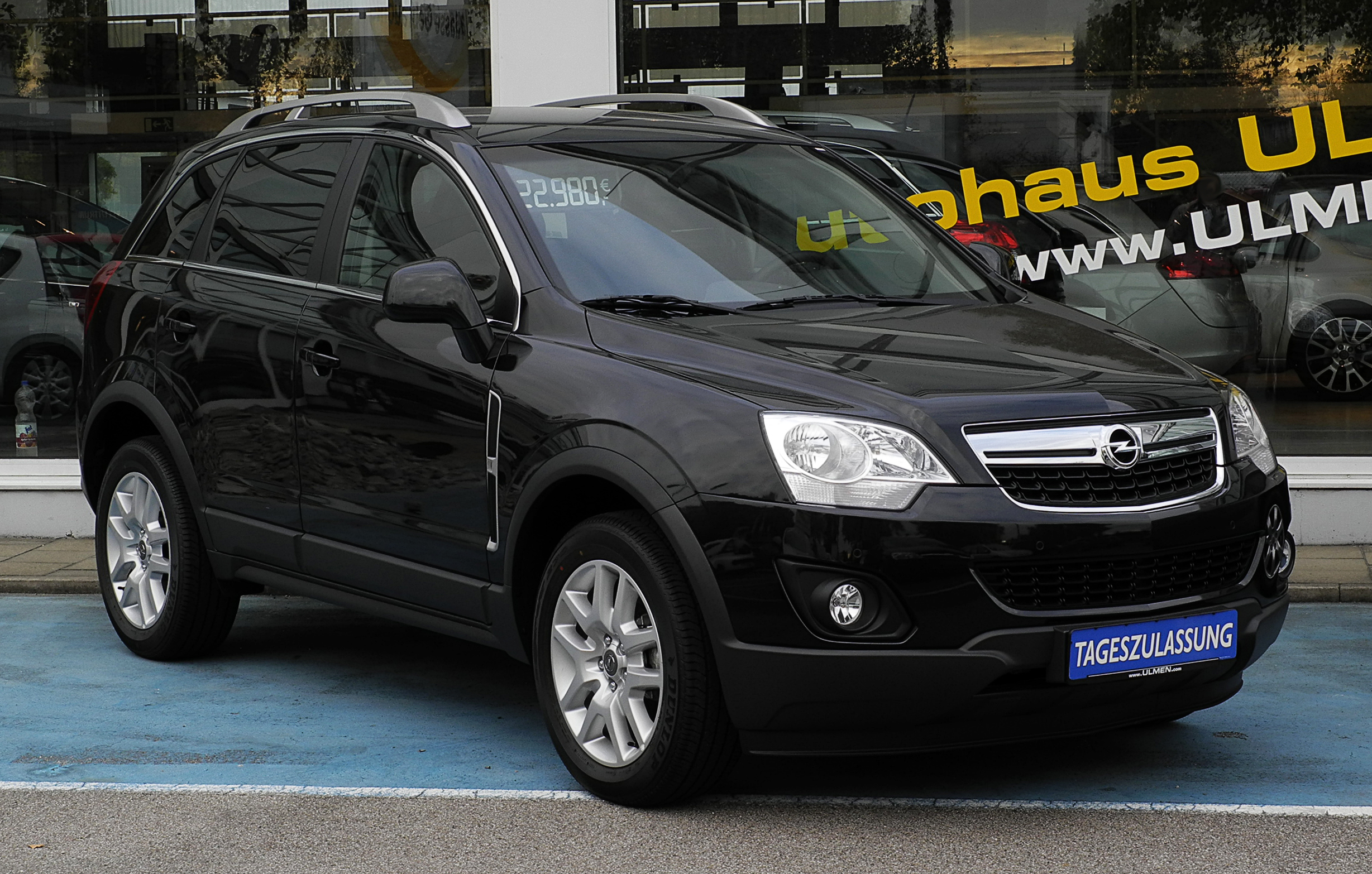
Facelift Opel Antara (Germany)

## Echipări
- Base: doar 2x4
- Enjoy: 2x4 și 4x4
- Cosmo: doar 4x4

## Concepte
Antara a fost văzut prima oară prin conceptul Opel Antara GTC (Gran Turismo Crossover) concept car, prezentat la "2005 Frankfurt Motor Show". Un similar concept a apărut la "New York International Auto Show" din Ianuarie 2006 pe baza fratelui Saturn Vue: Saturn PreVue.

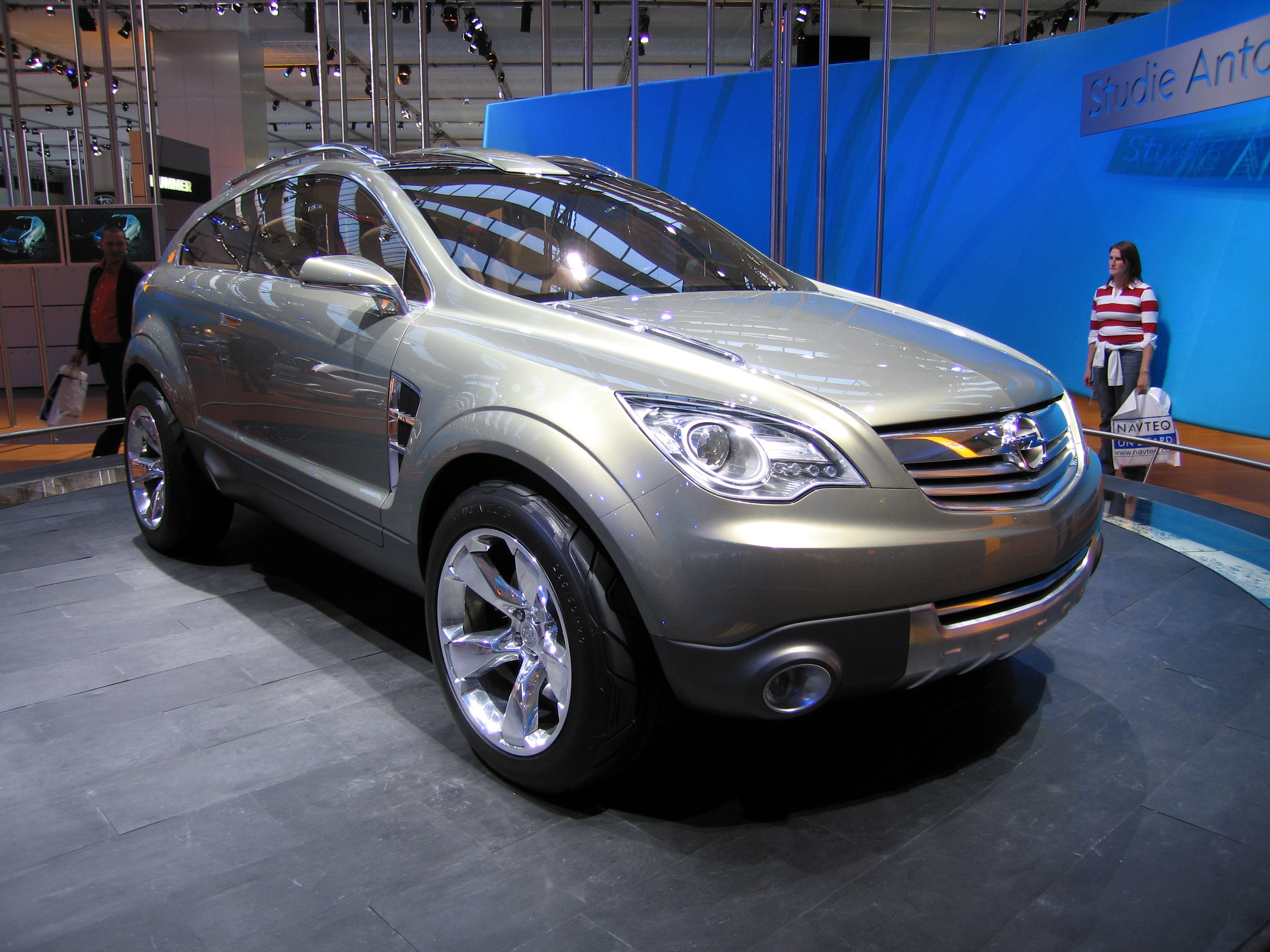
Antara GTC Concept

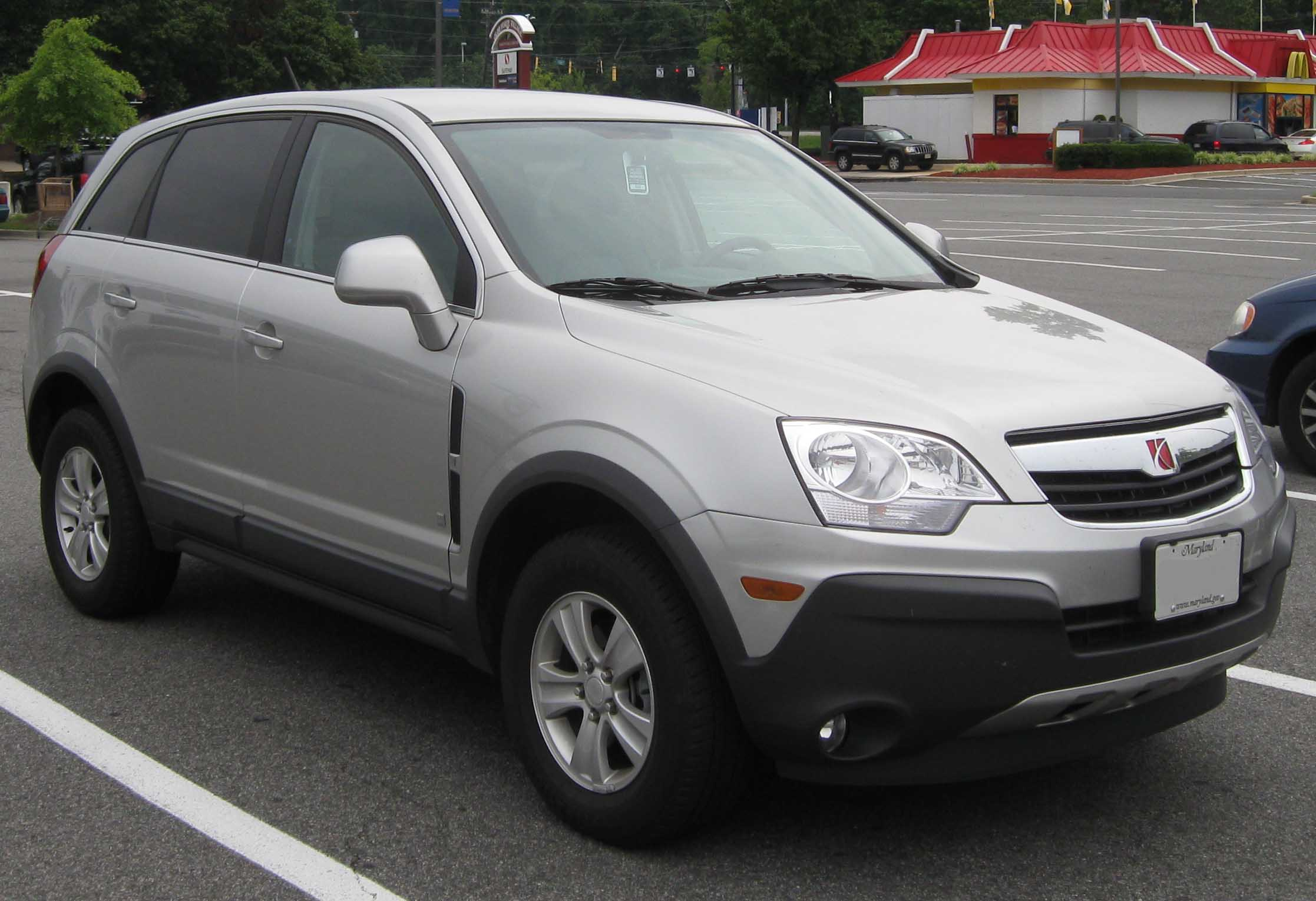
Saturn Vue

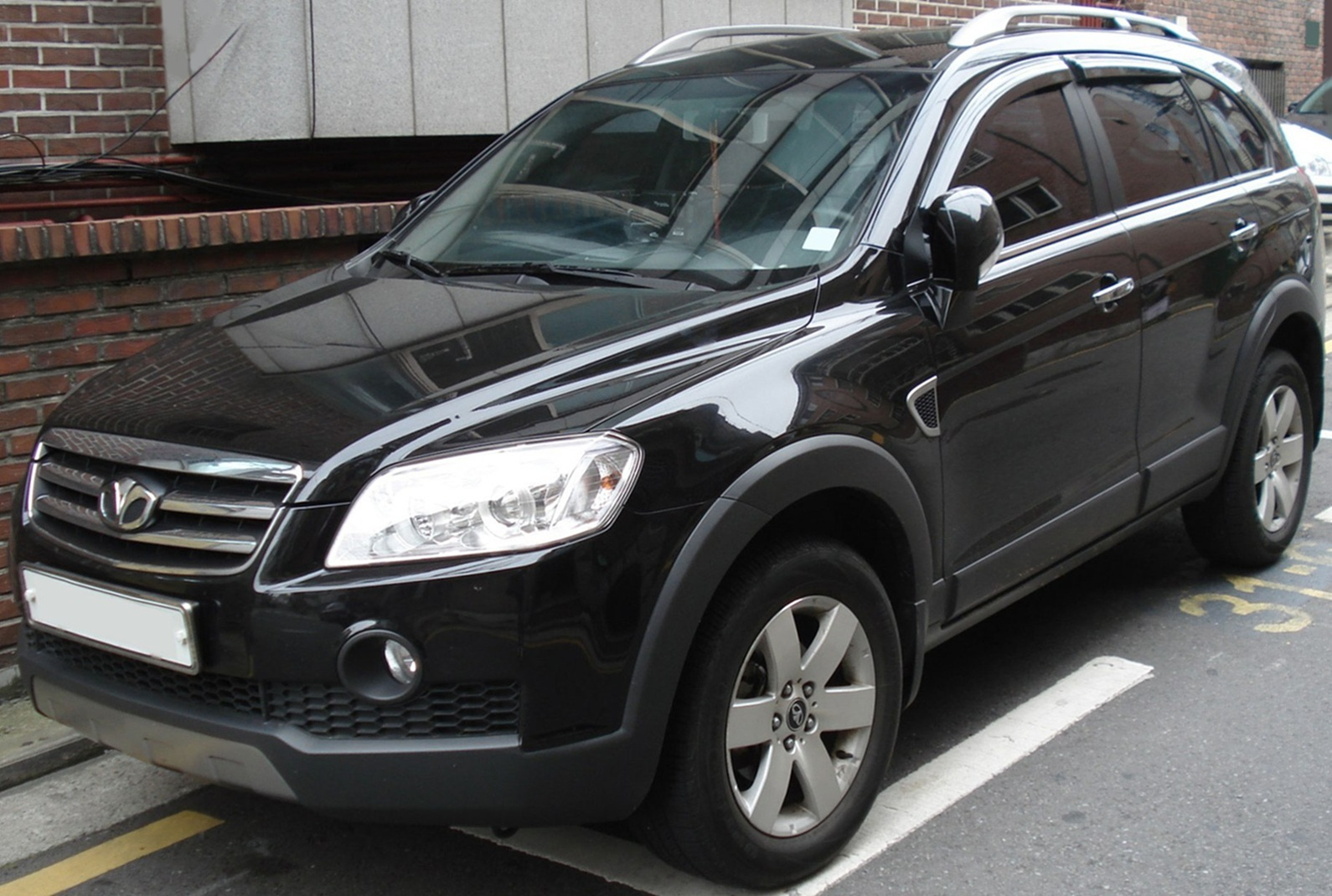
Daewoo Winstorm

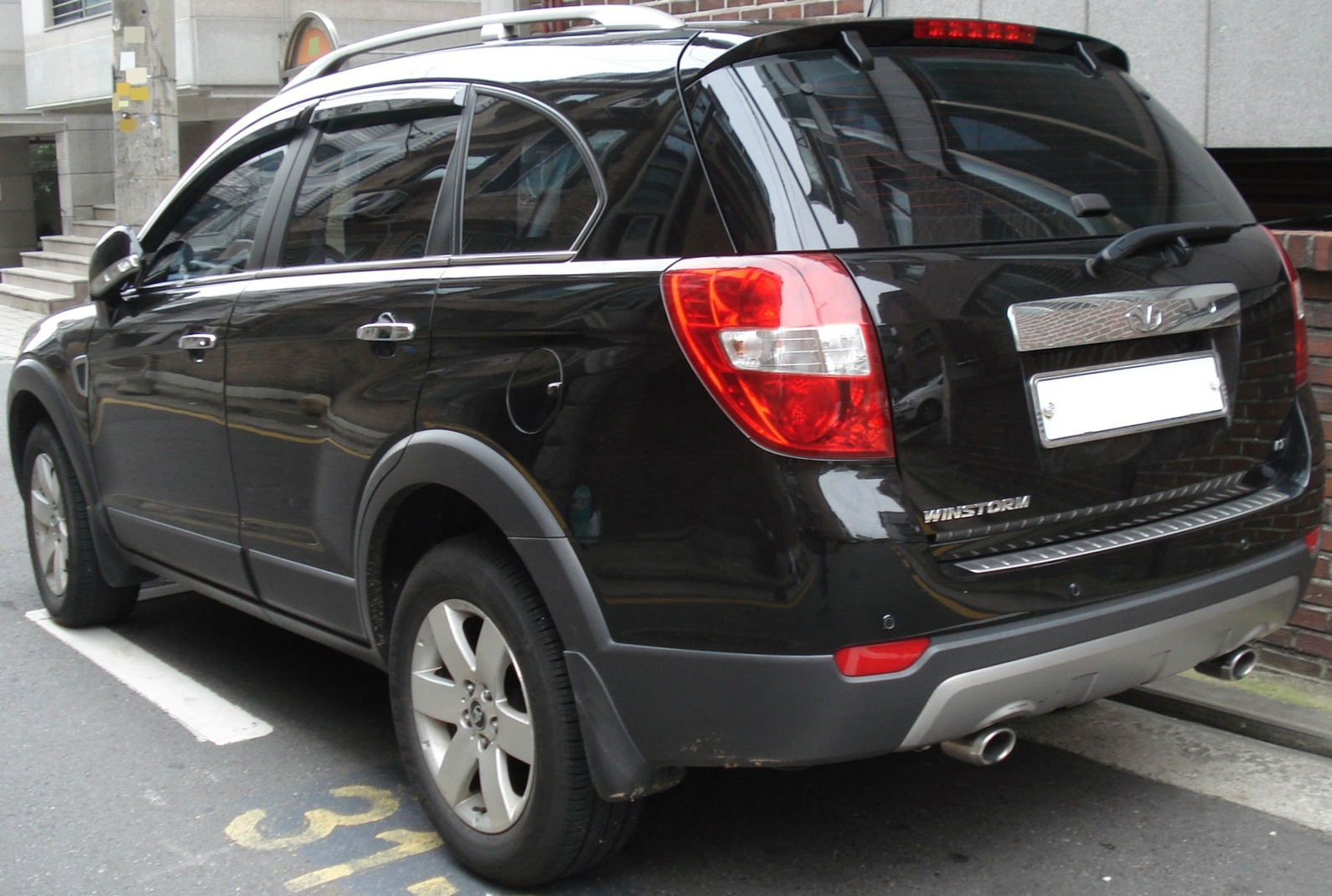
Daewoo Winstorm

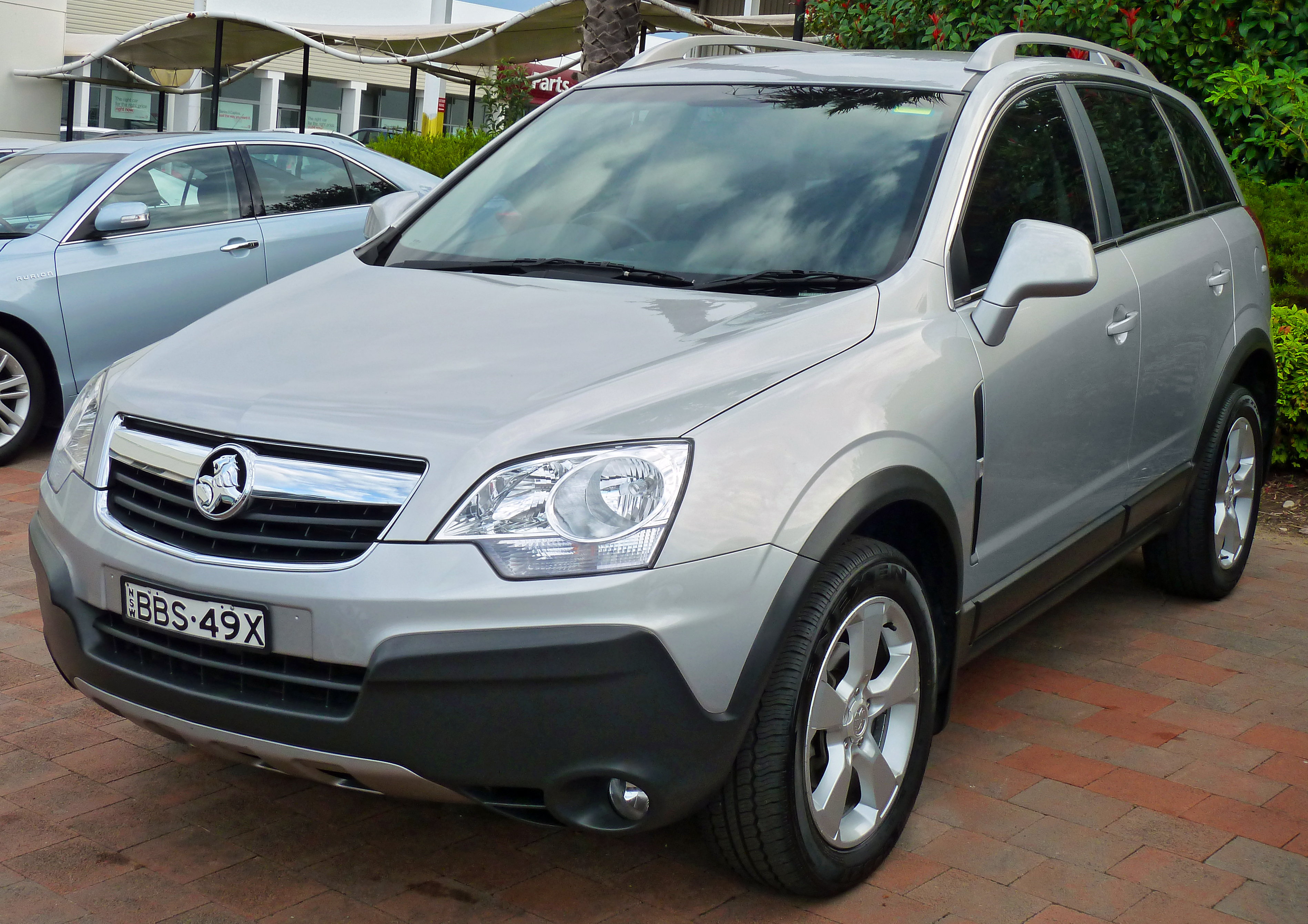
Holden Captiva MaXX